# Plassac-Rouffiac
Pour les articles homonymes, voir Plassac et Rouffiac.
Plassac-Rouffiac est une commune du Sud-Ouest de la France, située dans le département de la Charente (région Nouvelle-Aquitaine).

## Géographie

### Localisation et accès

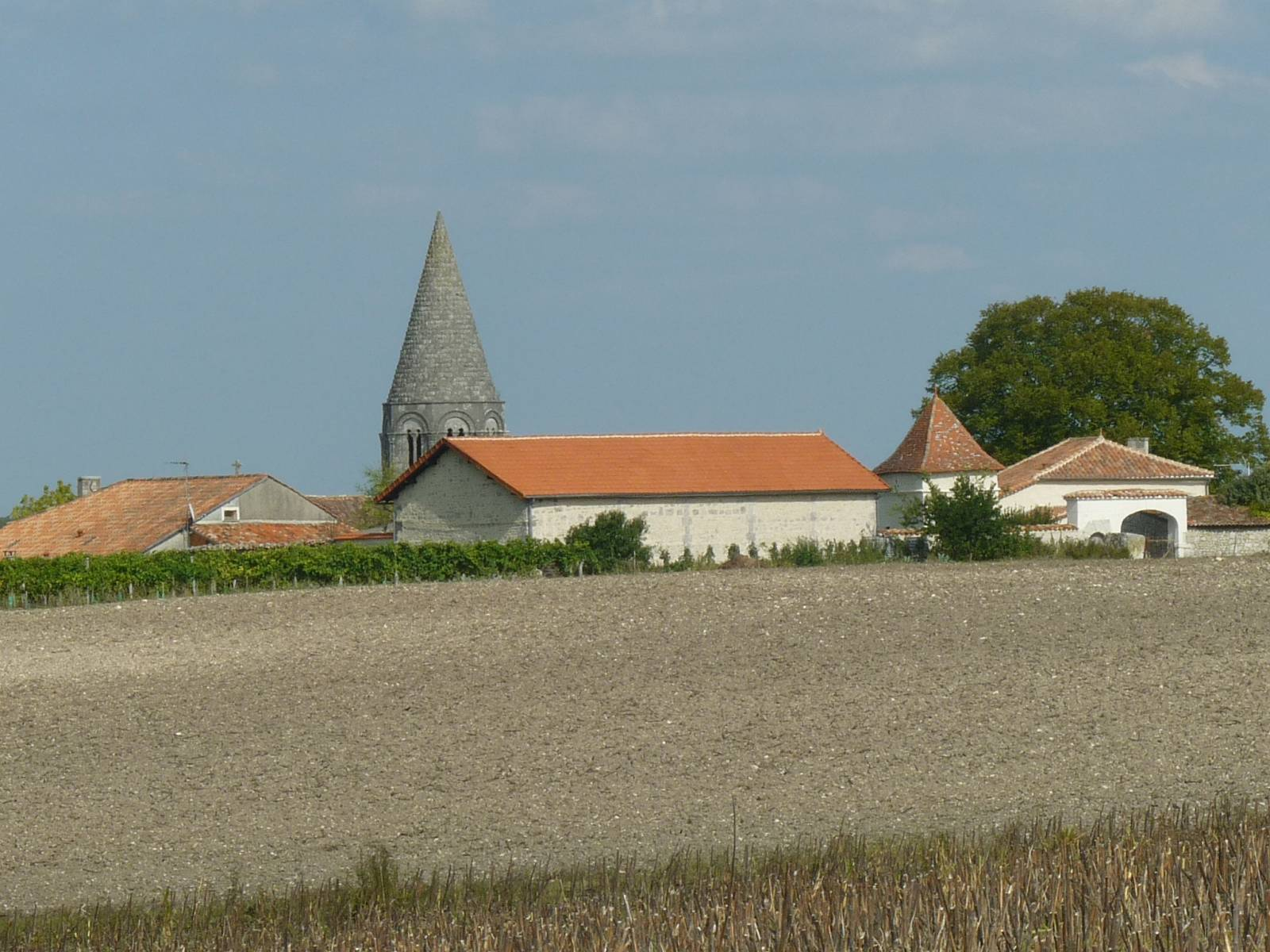
Vue de Plassac.

Plassac-Rouffiac est une commune située à 15 km au sud-ouest d'Angoulême, à 6 km au sud-ouest de Mouthiers-sur-Boëme, à 6 km au nord de Blanzac, le chef-lieu de son canton, et à 6 km au sud-est de Roullet.
Au pied de la cuesta passe la D 22, d'est en ouest,  route de Villebois-Lavalette à Châteauneuf, qui fait la limite nord de la commune et qui était le chemin Boisné, ancienne voie romaine de Saintes à Périgueux.
Dans la commune en haut de la cuesta passe la D 107, parallèle à la D 22 et qui était aussi un embranchement de cette même voie romaine mais en hauteur, appelé chemin de la Faye. Elle dessert les bourgs de Plassac et Rouffiac. La commune est située à 6 km au sud-est de la N 10 entre Angoulême et Bordeaux.

### Hameaux et lieux-dits
Elle est composée de deux anciennes communes, Plassac à l'ouest et Rouffiac à l'est. Elle comporte aussi de nombreux hameaux : les Coffres, sur la  .22, Chez Ribot au nord, le Cluzeau entre Plassac et Rouffiac, les Aireaux à l'ouest, etc..

### Communes limitrophes
| Claix           | Mouthiers-sur-Boëme |           |
| Val-des-Vignes  | Plassac-Rouffiac    | Voulgézac |
| Champagne-Vigny | Bécheresse          |           |

### Géologie et relief
La commune est située dans les coteaux calcaires de type crétacé, sur une cuesta faisant face au nord-est et qui s'étend à l'ouest jusqu'au sud de Cognac et à l'est à Juillaguet, Gurat, Verteillac…
On trouve le Coniacien et le Santonien sur la moitié nord de la commune, le Coniacien à l'extrême nord (Chez Ribot). Le sud de la commune est occupé par le Campanien, qui commence juste au sud des bourgs de Plassac et Rouffiac.
Les sommets boisés au sud-est (Chez Babot) et à l'extrême nord (forêt de Gersac) de la commune sont recouverts de dépôts du Tertiaire (Lutétien), composé de galets, sables et argiles. Ces dépôts ont été altérés lors du Quaternaire. On trouve aussi des colluvions du Pléistocène (sables argilo-calcaires) par endroits sur les flancs (bois Souplet, le Cluzeau, Rouffiac, Tillac),,.
Le sommet de la cuesta, au sud, est boisé et c'est là où se situe le point culminant de la commune, Chez Babot, 191 m. Le point le plus bas est à 98 m, situé le long de l'Écly à la limite communale au sud du bourg, ainsi qu'en limite nord Chez Ribot, où s'enfonce un vallon qui descend vers la source du Claix dans la commune voisine.
Le bourg de Plassac, construit sur le flanc de la cuesta, est à 130 m d'altitude, ainsi que Rouffiac qui est à 138 m d'altitude.

### Hydrographie

#### Réseau hydrographique

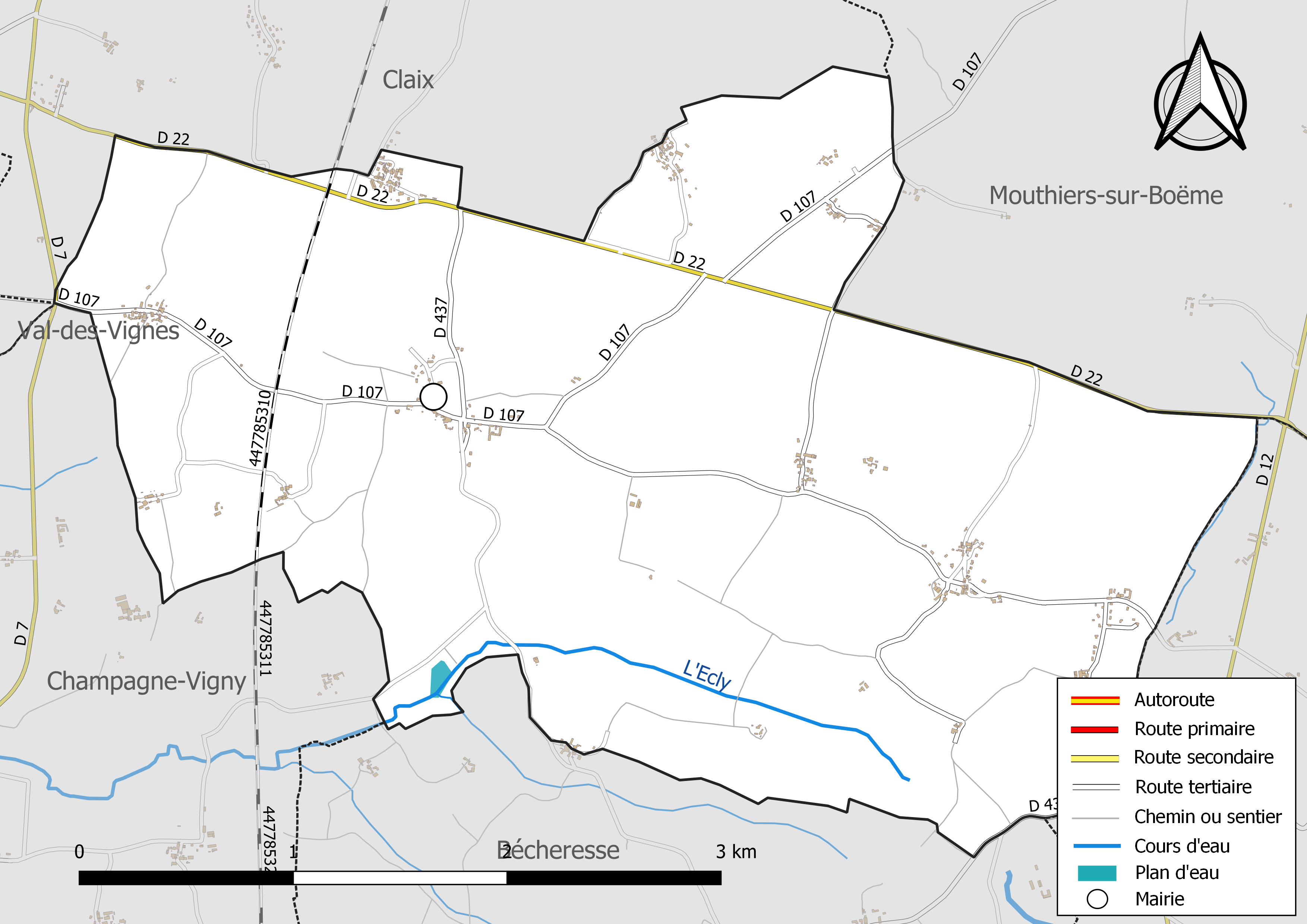
Réseaux hydrographique et routier de Plassac-Rouffiac.

La commune est située dans le bassin versant de la Charente au sein du Bassin Adour-Garonne. Elle est drainée par l'Ecly et par deux petits cours d'eau, qui constituent un réseau hydrographique de 4 km de longueur totale,.
C'est au sud de la commune, derrière la crête et le point culminant, que l'Écly prend sa source, à la fontaine Boutet. C'est un affluent du Né et un sous-affluent de la Charente.

#### Gestion des eaux
Le territoire communal est couvert par le schéma d'aménagement et de gestion des eaux (SAGE) « Charente ». Ce document de planification, dont le territoire correspond au bassin de la Charente, d'une superficie de 9 300 km2, a été approuvé le 19 novembre 2019. La structure porteuse de l'élaboration et de la mise en œuvre est l'établissement public territorial de bassin Charente. Il définit sur son territoire les objectifs généraux d’utilisation, de mise en valeur et de protection quantitative et qualitative des ressources en eau superficielle et souterraine, en respect des objectifs de qualité définis dans le troisième SDAGE  du Bassin Adour-Garonne qui couvre la période 2022-2027, approuvé le 10 mars 2022.

### Climat
Comme dans les trois quarts sud et ouest du département, le climat est océanique aquitain.

## Urbanisme

### Typologie
Au 1er janvier 2024, Plassac-Rouffiac est catégorisée commune rurale à habitat dispersé, selon la nouvelle grille communale de densité à 7 niveaux définie par l'Insee en 2022.
Elle est située hors unité urbaine. Par ailleurs la commune fait partie de l'aire d'attraction d'Angoulême, dont elle est une commune de la couronne,. Cette aire, qui regroupe 94 communes, est catégorisée dans les aires de 50 000 à moins de 200 000 habitants,.

### Occupation des sols
L'occupation des sols de la commune, telle qu'elle ressort de la base de données européenne d’occupation biophysique des sols Corine Land Cover (CLC), est marquée par l'importance des territoires agricoles (94,4 % en 2018), en augmentation par rapport à 1990 (91,4 %). La répartition détaillée en 2018 est la suivante : 
terres arables (72,7 %), zones agricoles hétérogènes (19,8 %), forêts (5,6 %), cultures permanentes (1,9 %). L'évolution de l’occupation des sols de la commune et de ses infrastructures peut être observée sur les différentes représentations cartographiques du territoire : la carte de Cassini (XVIIIe siècle), la carte d'état-major (1820-1866) et les cartes ou photos aériennes de l'IGN pour la période actuelle (1950 à aujourd'hui).

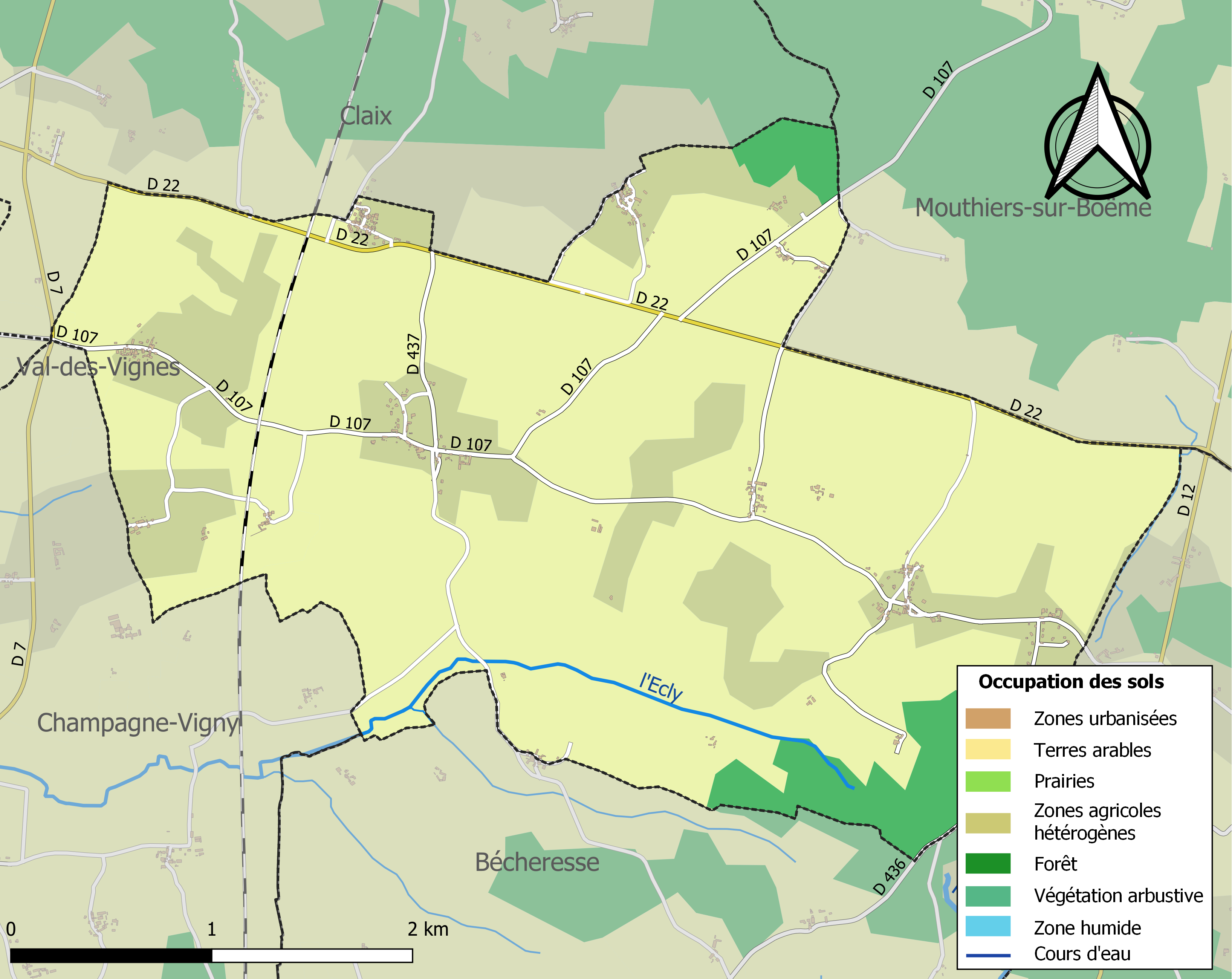
Carte des infrastructures et de l'occupation des sols de la commune en 2018 (CLC).

### Risques majeurs
Le territoire de la commune de Plassac-Rouffiac est vulnérable à différents aléas naturels : météorologiques (tempête, orage, neige, grand froid, canicule ou sécheresse), mouvements de terrains et séisme (sismicité faible). Un site publié par le BRGM permet d'évaluer simplement et rapidement les risques d'un bien localisé soit par son adresse soit par le numéro de sa parcelle.

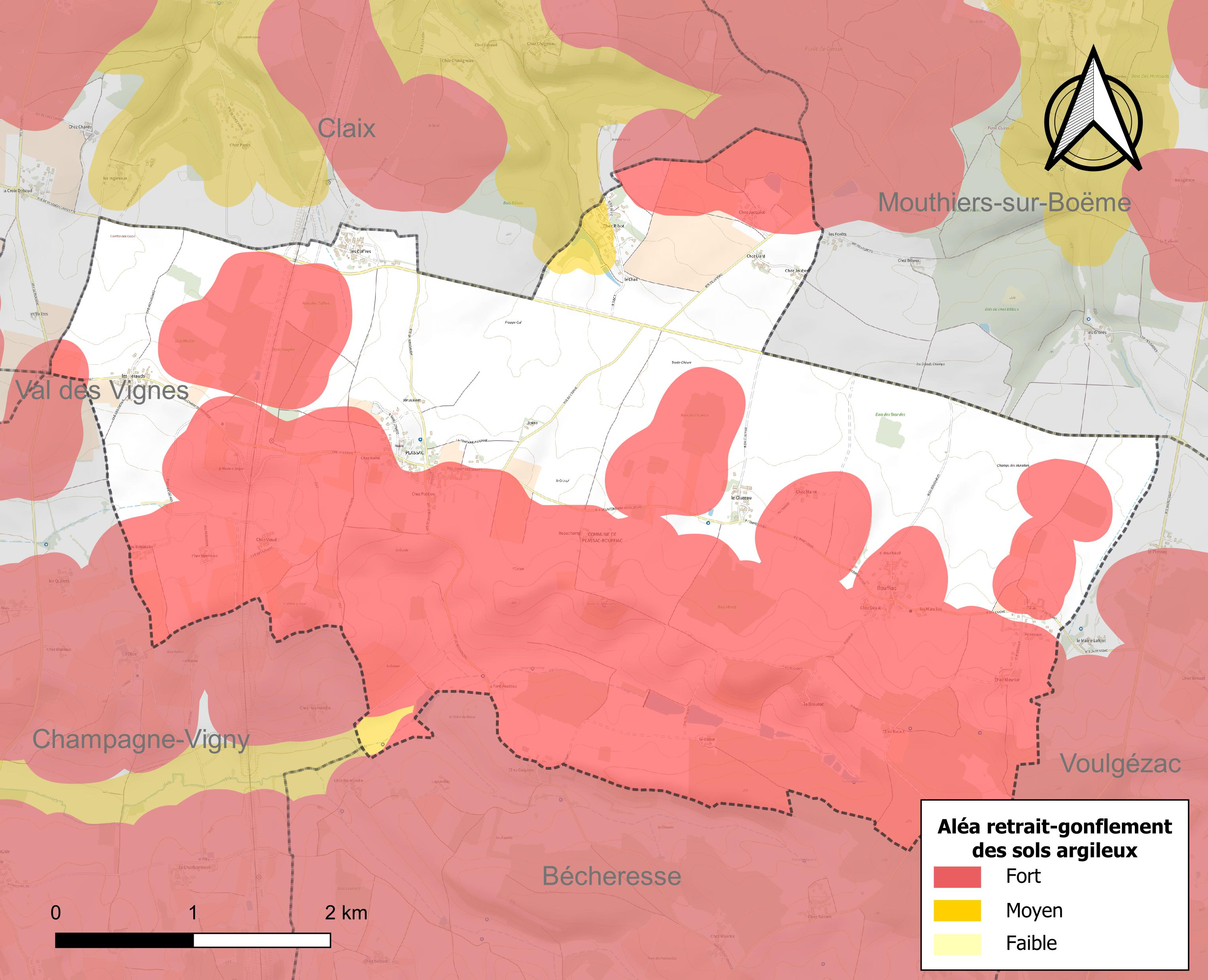
Carte des zones d'aléa retrait-gonflement des sols argileux de Plassac-Rouffiac.

Les mouvements de terrains susceptibles de se produire sur la commune sont des glissements de terrain.
Le retrait-gonflement des sols argileux est susceptible d'engendrer des dommages importants aux bâtiments en cas d’alternance de périodes de sécheresse et de pluie. 63,4 % de la superficie communale est en aléa moyen ou fort (67,4 % au niveau départemental et 48,5 % au niveau national). Sur les 183 bâtiments dénombrés sur la commune en 2019,  94 sont en aléa moyen ou fort, soit 51 %, à comparer aux 81 % au niveau départemental et 54 % au niveau national. Une cartographie de l'exposition du territoire national au retrait gonflement des sols argileux est disponible sur le site du BRGM,.
Par ailleurs, afin de mieux appréhender le risque d’affaissement de terrain, l'inventaire national des cavités souterraines permet de localiser celles situées sur la commune.
La commune a été reconnue en état de catastrophe naturelle au titre des dommages causés par les inondations et coulées de boue survenues en 1982, 1983 et 1999. Concernant les mouvements de terrains, la commune a été reconnue en état de catastrophe naturelle au titre des dommages causés par des mouvements de terrain en 1999.

## Toponymie
Les formes anciennes de Plassac sont Placiaco, Plassiaco en 1265, Plaziaco. Les formes anciennes de Rouffiac sont Roffiac, Roffiaco au XIIIe siècle.
L'origine du nom de Plassac remonterait à un nom de personne gallo-romain Placius dérivé de Placidius auquel est apposé le suffixe -acum, ce qui correspondrait à Placiacum, « domaine de Placius ». De même, celle du nom de Rouffiac remonterait à un nom de personne gallo-romain Ruffius auquel est apposé le suffixe -acum, ce qui correspondrait à Roffiacum, « domaine de Ruffius ».

## Histoire
Plassac et Rouffiac étaient situées à proximité de l'ancienne voie romaine de Saintes à Périgueux, appelée chemin Boisné en Charente. Comme de nombreux villages, ce devaient être d'anciennes villas. L'ancien chemin de la Faye desservait ces deux bourgs, parallèlement à la voie romaine.
Au Moyen Âge, principalement aux XIIe et XIIIe siècles, Plassac se trouvait sur une variante nord-sud de la via Turonensis, itinéraire du pèlerinage de Saint-Jacques-de-Compostelle qui passait par Nanteuil-en-Vallée, Saint-Amant-de-Boixe, Angoulême, Mouthiers, Blanzac, Puypéroux et Aubeterre.
Au XVIIe siècle, Plassac, seigneurie de l'Angoumois, appartenait à la famille Gombaud. Cette famille, originaire de la Saintonge, était venue s'établir à Bouëx par le mariage de Jean Gombaud avec Esther de Livenne. Leur fils, Benoît Gombaud, écuyer, seigneur de Méré, Plassac et autres lieux, suivit le parti de la Ligue. Il mourut en 1616, laissant plusieurs enfants, dont l'un des derniers, Josias, plus connu sous le nom de M. de Plassac, publia en 1648 un livre intitulé Lettres de M. de Plassac.
Rouffiac était le siège d'un fief important qui appartenait au XVe siècle à Jean des Ruaux, époux de Marie Corgnol,.
En 1654, la terre de Rouffiac fut érigée en comté par Jean-Hélie des Ruaux. La paroisse de Plassac fut aussi une seigneurie possédée par cette même famille.
Les deux communes de Plassac et Rouffiac, qui formaient deux paroisses avant la Révolution, ont été réunies en 1844.
Pendant la première moitié du XXe siècle, la commune était desservie par la petite ligne ferroviaire d'intérêt local à voie métrique des Chemins de fer économiques des Charentes allant d'Angoulême à Barbezieux par Blanzac appelée le Petit Mairat, et une halte était située au pied du bourg de Plassac.

## Administration

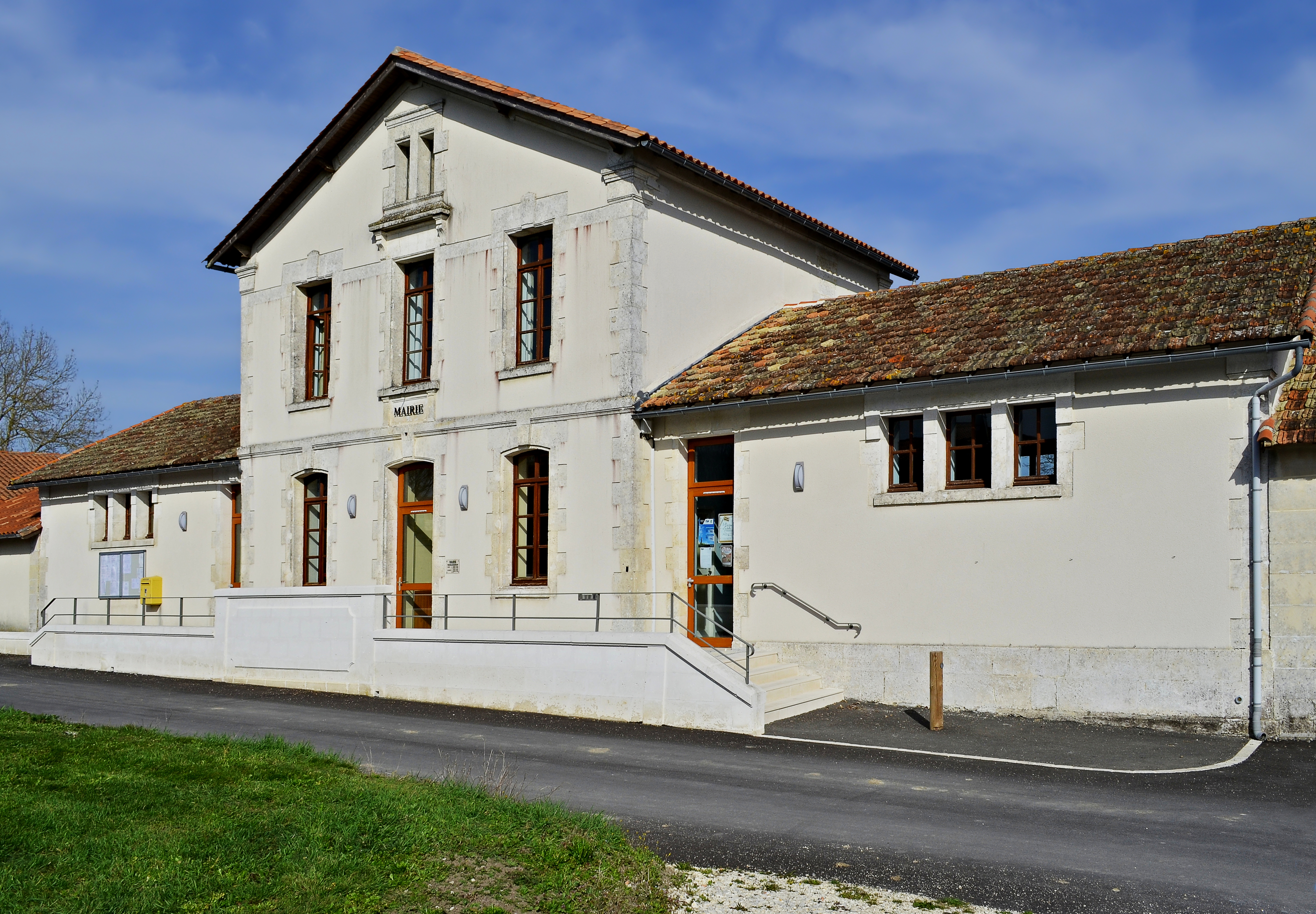
La mairie en 2012.

| Période                                  | Période  | Identité           | Étiquette | Qualité               |
| ---------------------------------------- | -------- | ------------------ | --------- | --------------------- |
| Les données manquantes sont à compléter. |          |                    |           |                       |
| 2001                                     | 2014     | Jean-Pierre Barbot | SE        | Retraité SNCF         |
| 2014                                     | 2020     | Georges Dumet      | SE        | Professeur de faculté |
| 2020                                     | En cours | Serge David        | SE        | Accompagnateur social |

## Démographie

### Évolution démographique
L'évolution du nombre d'habitants est connue à travers les recensements de la population effectués dans la commune depuis 1793. Pour les communes de moins de 10 000 habitants, une enquête de recensement portant sur toute la population est réalisée tous les cinq ans, les populations de référence des années intermédiaires étant quant à elles estimées par interpolation ou extrapolation. Pour la commune, le premier recensement exhaustif entrant dans le cadre du nouveau dispositif a été réalisé en 2007.

En 2022, la commune comptait 379 habitants, en évolution de −5,72 % par rapport à 2016 (Charente : −0,48 %, France hors Mayotte : +2,11 %).
| 1793 | 1800 | 1806 | 1821 | 1831 | 1841 | 1846 | 1851 | 1856 |
| ---- | ---- | ---- | ---- | ---- | ---- | ---- | ---- | ---- |
| 488  | 425  | 512  | 471  | 474  | 633  | 662  | 615  | 640  |

| 1861 | 1866 | 1872 | 1876 | 1881 | 1886 | 1891 | 1896 | 1901 |
| ---- | ---- | ---- | ---- | ---- | ---- | ---- | ---- | ---- |
| 630  | 613  | 587  | 560  | 531  | 501  | 420  | 391  | 382  |

| 1906 | 1911 | 1921 | 1926 | 1931 | 1936 | 1946 | 1954 | 1962 |
| ---- | ---- | ---- | ---- | ---- | ---- | ---- | ---- | ---- |
| 401  | 428  | 377  | 369  | 333  | 324  | 297  | 286  | 282  |

| 1968 | 1975 | 1982 | 1990 | 1999 | 2006 | 2007 | 2012 | 2017 |
| ---- | ---- | ---- | ---- | ---- | ---- | ---- | ---- | ---- |
| 297  | 307  | 304  | 297  | 321  | 340  | 343  | 404  | 401  |

| 2022 | - | - | - | - | - | - | - | - |
| ---- | - | - | - | - | - | - | - | - |
| 379  | - | - | - | - | - | - | - | - |

### Pyramide des âges
La population de la commune est relativement jeune.
En 2018, le taux de personnes d'un âge inférieur à 30 ans s'élève à 31,5 %, soit au-dessus de la moyenne départementale (30,2 %). À l'inverse, le taux de personnes d'âge supérieur à 60 ans est de 23,3 % la même année, alors qu'il est de 32,3 % au niveau départemental.
En 2018, la commune comptait 204 hommes pour 199 femmes, soit un taux de 50,62 % d'hommes, largement supérieur au taux départemental (48,41 %).
Les pyramides des âges de la commune et du département s'établissent comme suit.
| Hommes | Classe d’âge | Femmes |
| ------ | ------------ | ------ |
| 1,0    | 90 ou +      | 0,0    |
| 7,5    | 75-89 ans    | 7,7    |
| 17,0   | 60-74 ans    | 13,3   |
| 22,3   | 45-59 ans    | 21,4   |
| 24,0   | 30-44 ans    | 22,6   |
| 7,4    | 15-29 ans    | 10,6   |
| 20,9   | 0-14 ans     | 24,5   |

| Hommes | Classe d’âge | Femmes |
| ------ | ------------ | ------ |
| 1      | 90 ou +      | 2,7    |
| 9,2    | 75-89 ans    | 12     |
| 20,6   | 60-74 ans    | 21,3   |
| 20,7   | 45-59 ans    | 20,3   |
| 16,8   | 30-44 ans    | 16     |
| 15,6   | 15-29 ans    | 13,4   |
| 16,1   | 0-14 ans     | 14,3   |

### Remarques
Plassac a absorbé Rouffiac en 1845.

## Économie

### Agriculture
La viticulture occupe une partie de l'activité agricole. La commune est classée dans les Fins Bois, dans la zone d'appellation d'origine contrôlée du cognac.

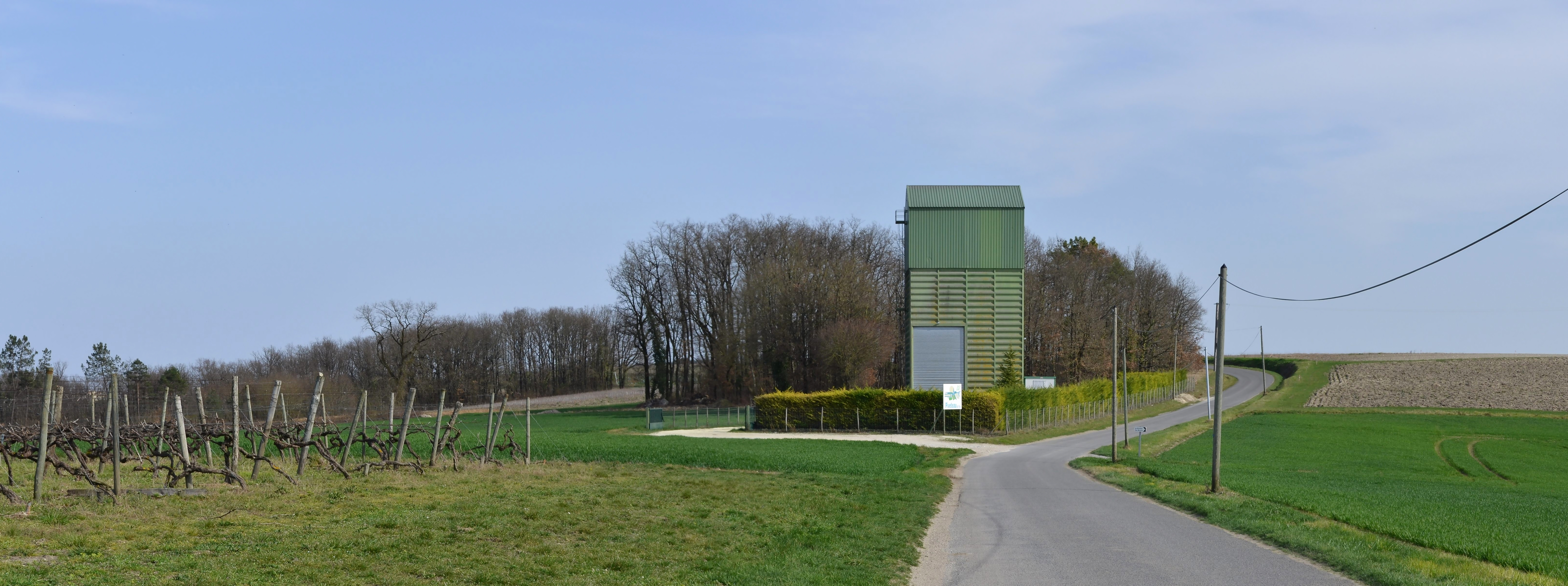
Polyculture et silo au bord de la D 107.

## Équipements, services et vie locale

### Enseignement
L'école est un regroupement pédagogique intercommunal (RPI) entre Plassac-Rouffiac et Voulgézac, qui accueillent chacune une école élémentaire. L'école de Plassac est située à la mairie, au bourg, et comporte une seule classe. Le secteur du collège est Blanzac.

## Lieux et monuments
L'église paroissiale Saint-Cybard de Plassac est une église romane du XIIe siècle, caractéristique du style roman saintongeais. Elle abrite une petite chapelle sous l'autel accessible par deux escaliers intérieurs dans la nef. Cette chapelle est à moitié enterrée comme le montrent les vitraux et les puits de lumière qui permettent le léger éclairage naturel de ce sanctuaire. Elle est aussi remarquable par son site, dominant la vallée, sa façade, son clocher et sa nef, et aussi parce qu'elle n'a subi aucune transformation. Elle a été classée monument historique en 1862.
À l'intérieur de la crypte se trouve une statue de la Vierge de Pitié en pierre sculptée, peinte et dorée datant du début du XVIIe siècle, classée monument historique au titre objet depuis 1911.

L'église de Plassac
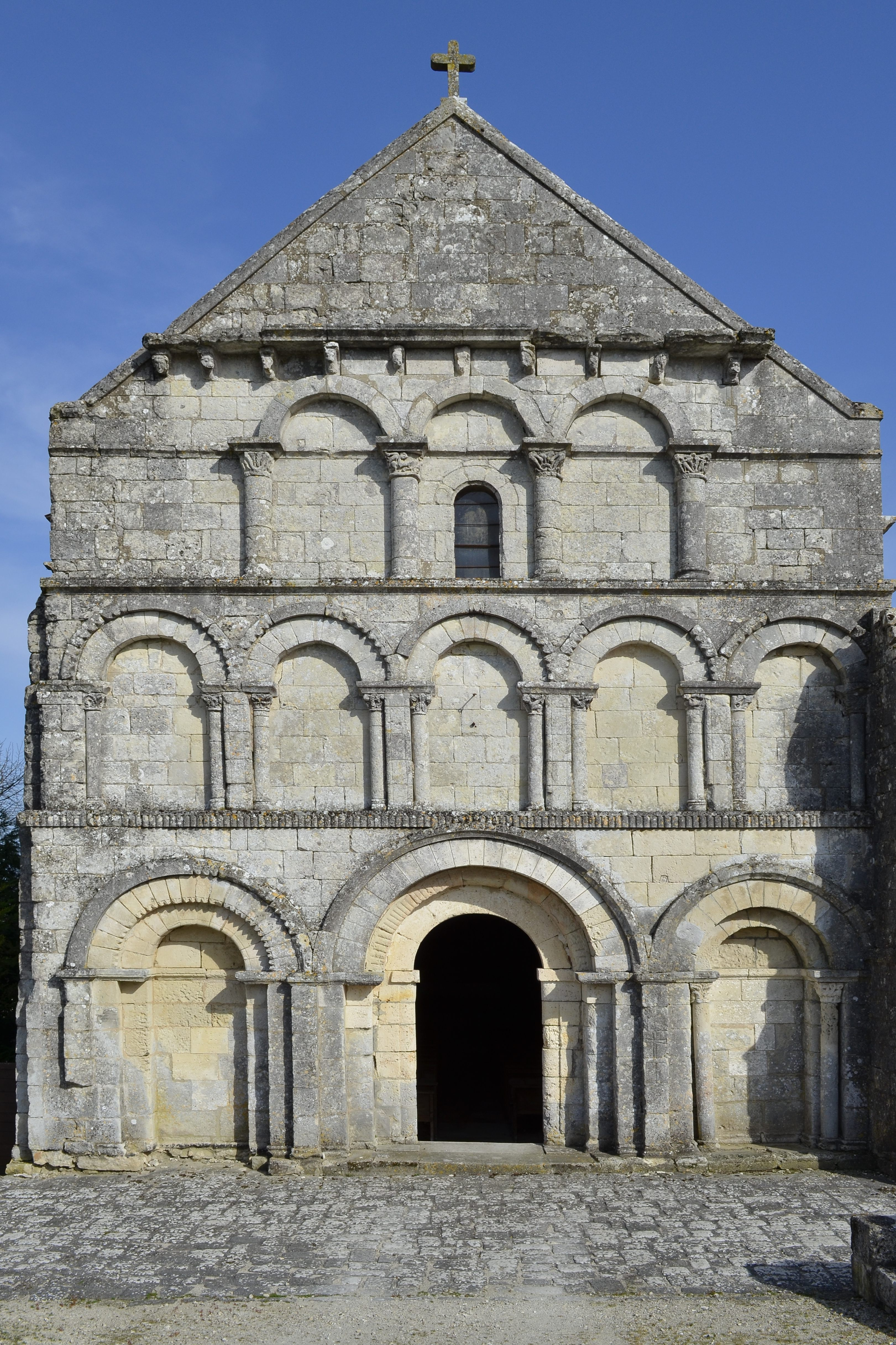
La façade.
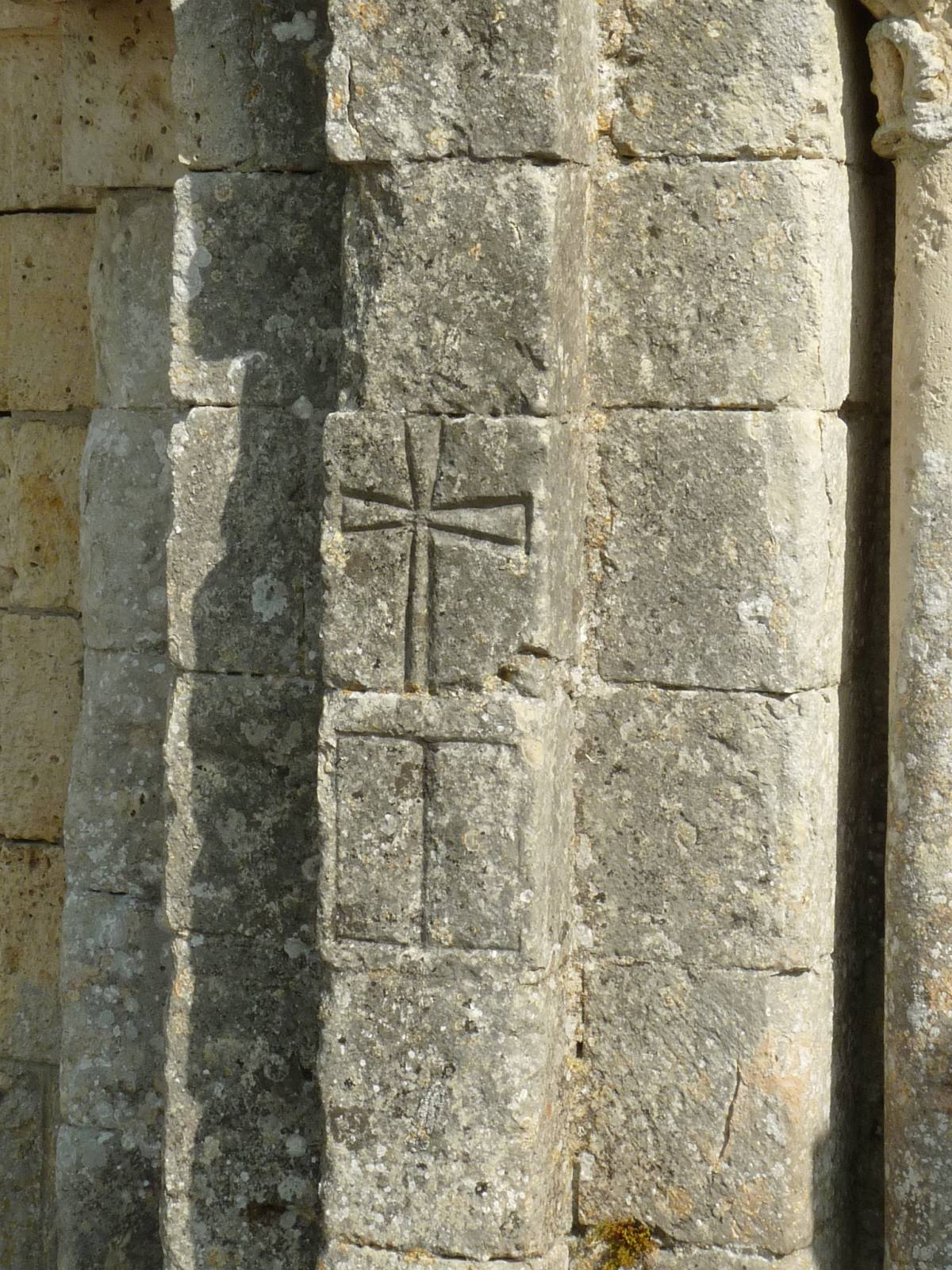
Croix gravée à l'entrée.
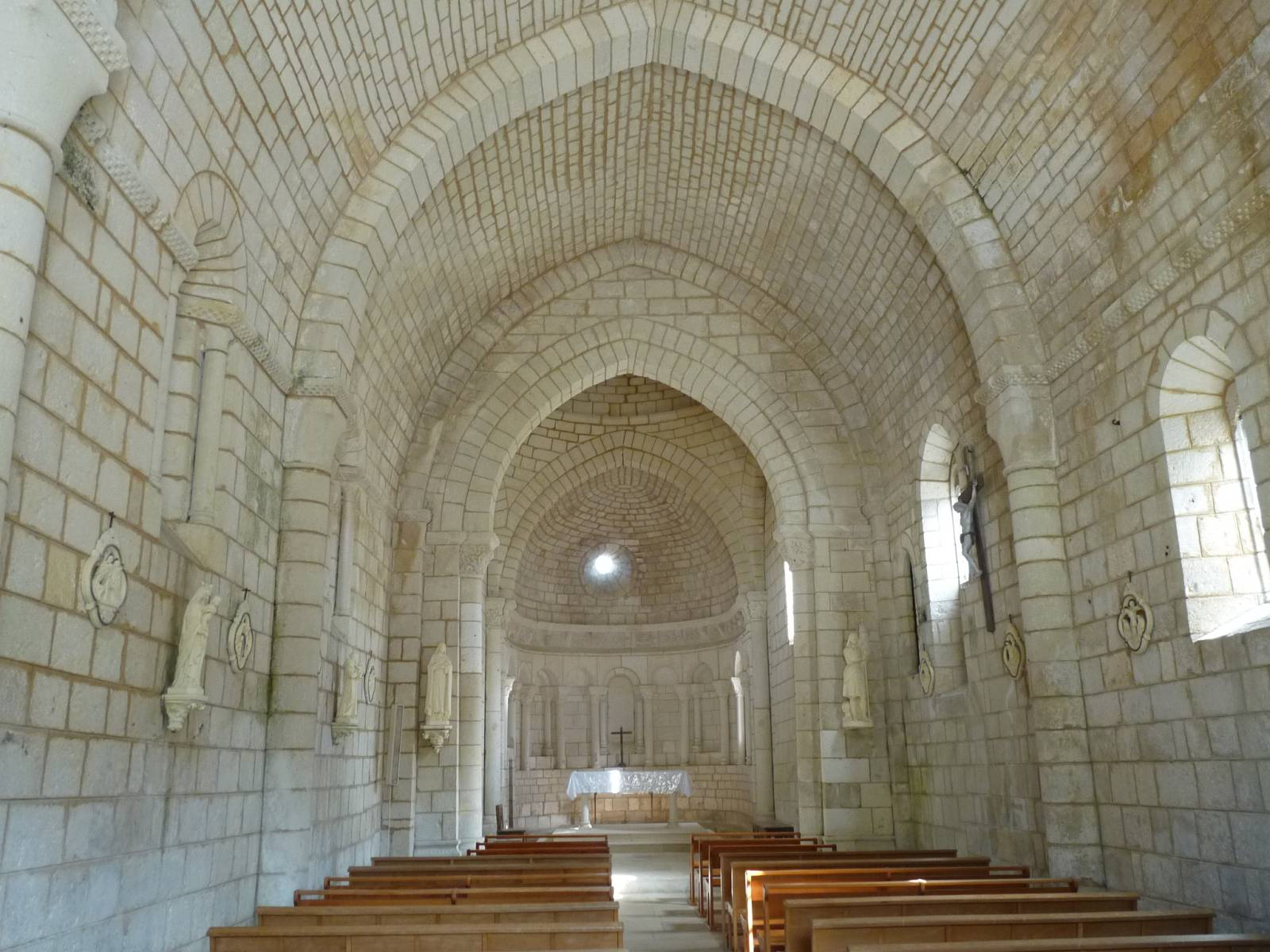
L'intérieur.
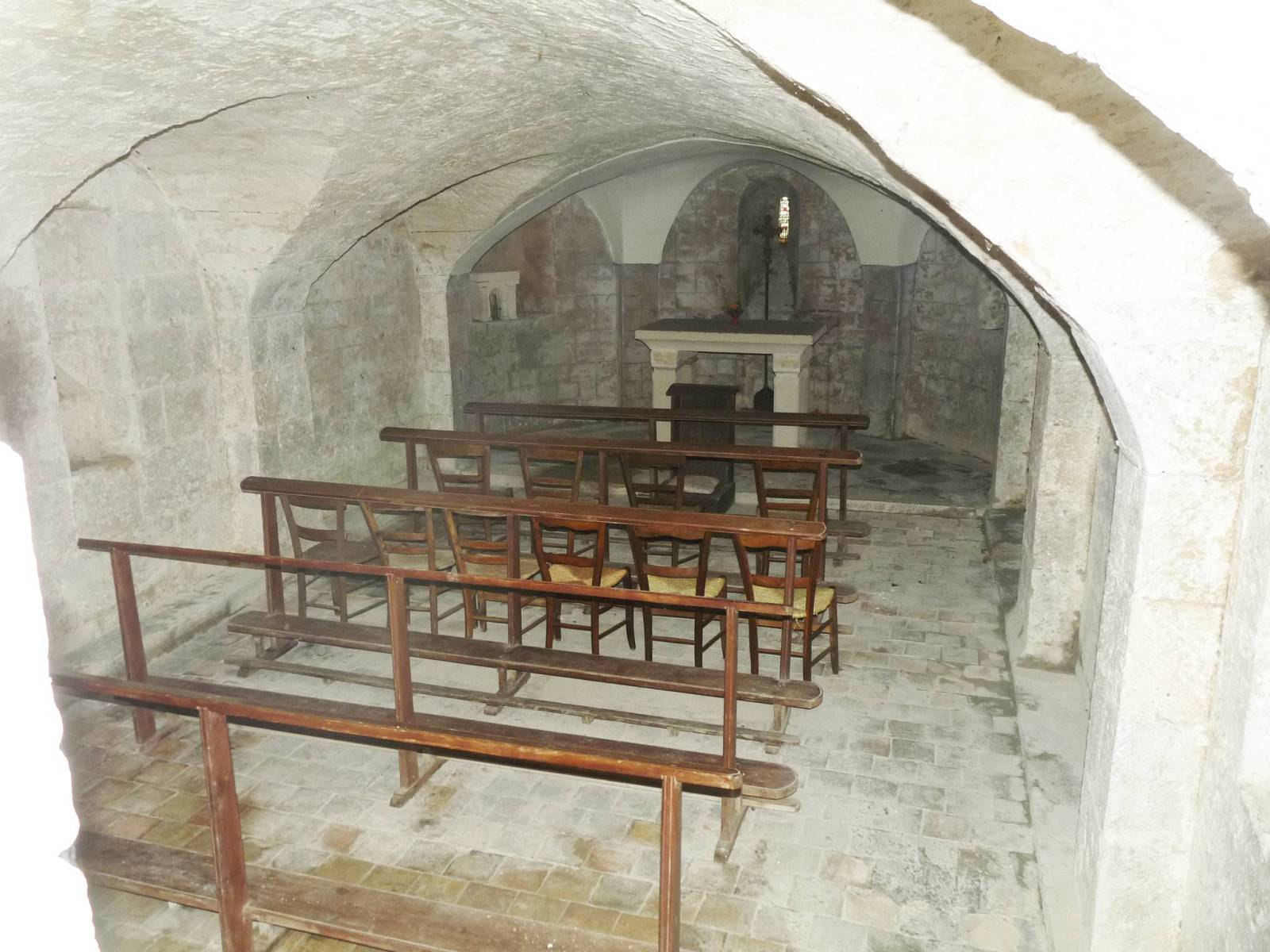
La crypte.
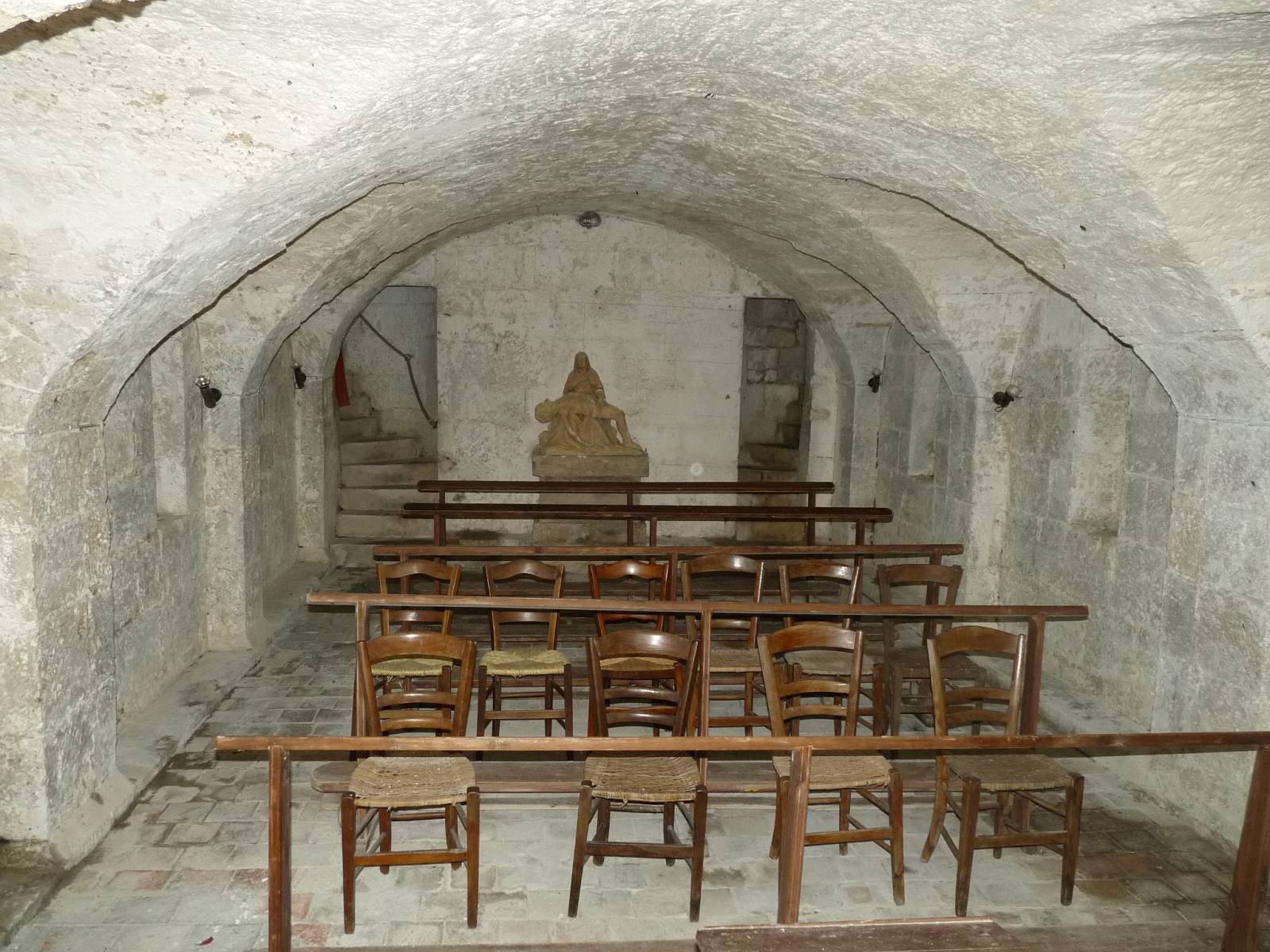
Vierge de Pitié.